# Велобайк
Велобайк — система совместного использования велосипедов в Москве. Оператор системы — АО «СитиБайк», дочерняя компания Группы ВТБ.

## История

### Москва и Московская область

#### 2013 год. Начало работы

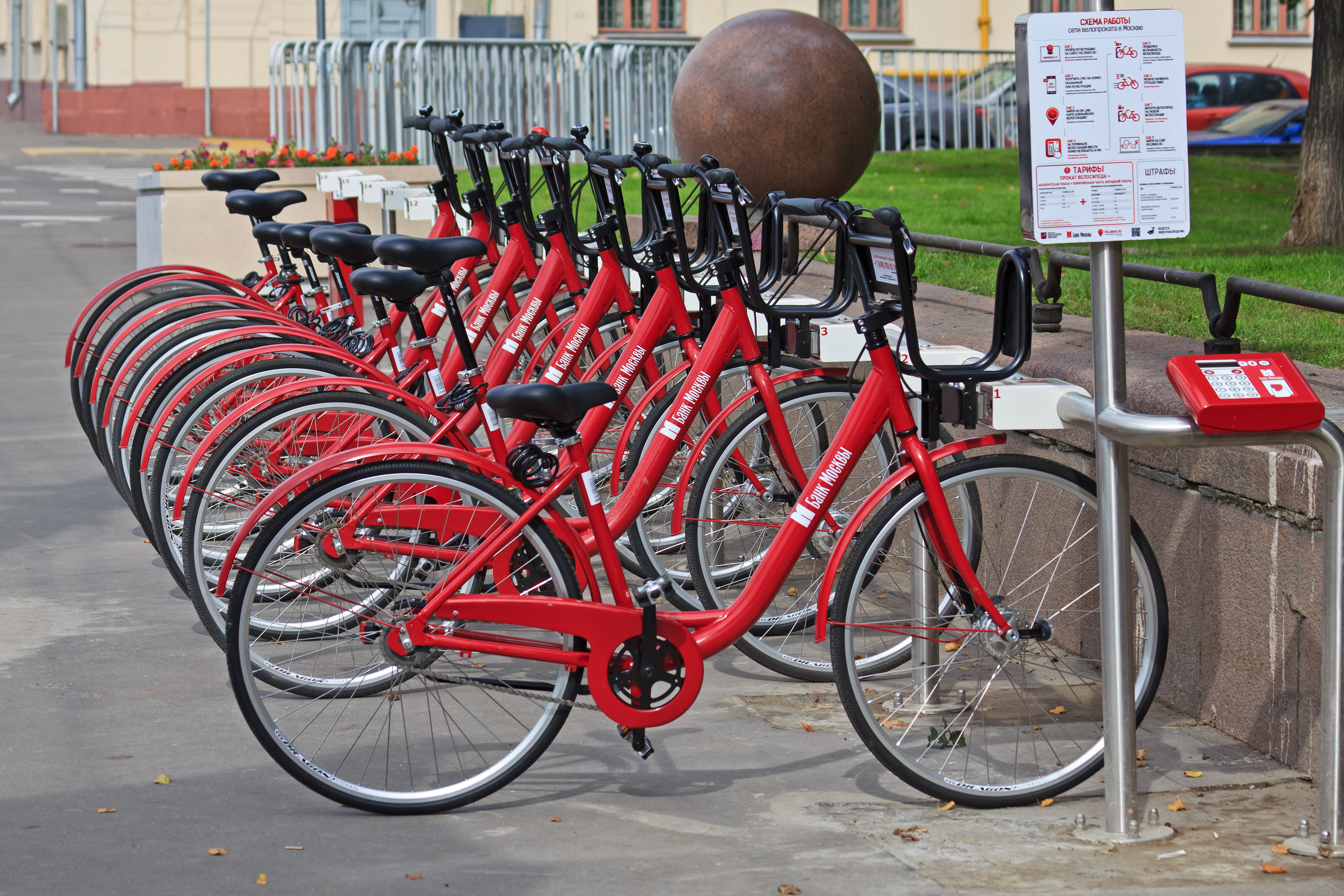
Станция 1-го поколения

Первую городскую сеть общественного проката велосипедов «Велобайк» запустили 1 июня 2013 года в Москве в рамках проекта «ВелоРоссия». В тот год пользователям были доступны 79 точек с 550 велосипедами. Каждая станция имела 16 портов для велосипедов, блоки управления и электронные замки работали от солнечной батареи. Станции были заказаны у чешской компании Homeport, которая также поставляла аналогичные станции в Прагу, Блэкпул и Ла-Рошель. Согласно заместителю мэра Москвы Максиму Ликсутову, стоимость одного велосипеда составила 1000 долларов, а из-за нестандартных деталей они несовместимы с обычными велосипедами.
Сразу после запуска проект Велобайк подвергся критике из-за отсутствия надёжной «антивандальной» системы — в первые выходные было украдено 4 велосипеда, ещё 15 были сломаны. Также проект критиковали за выбор необоснованно дорогих велосипедов Homeport, когда похожие по характеристикам велосипеды в других проектах стоили меньше 300 долларов.
После прокатного сезона 2013 года московское оборудование (включая велосипеды) было передано в Санкт-Петербург. В июне 2014-го в Санкт-Петербурге было установлено 30 пилотных станций общественного велопроката «Велогород», проработавшего с 2014 по 2020 годы.

#### 2014-2022 годы
В 2014 году в Москве велопрокатную систему обновили — были закуплены новые модели велосипедов французской компании Smoove (в 2022 году компания объединилась с компанией Zoov и сменила название на Fifteen), а также установлены терминалы, оснащённые картами городской навигации. В системе Велобайк 2-го поколения используются велосипеды марки B'Twin производства группы Decathlon. Вес велосипеда 20 кг, диаметр колёс 26 дюймов (660,4000000 мм).
В 2015 году московская система велопроката стала одной из крупнейших в мире, с 300 станциями проката и 2700 доступными велосипедами.

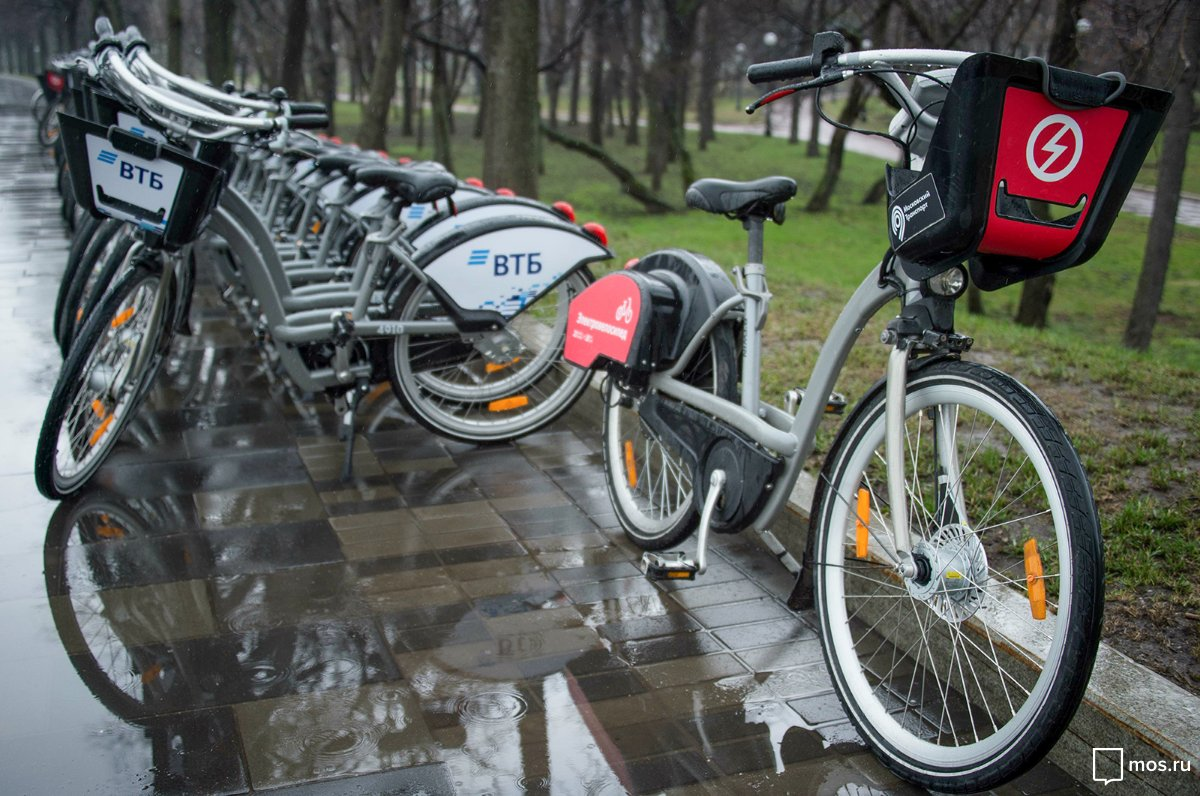
Первый вариант электровелосипеда

Спустя год в Москве на 5 станциях были установлены 60 электровелосипедов, запаса батареи которых хватало на 18 километров без кручения педалей, а время зарядки составляло 20 минут. Тарифы на их прокат не отличались от тарифов на обычные велосипеды.

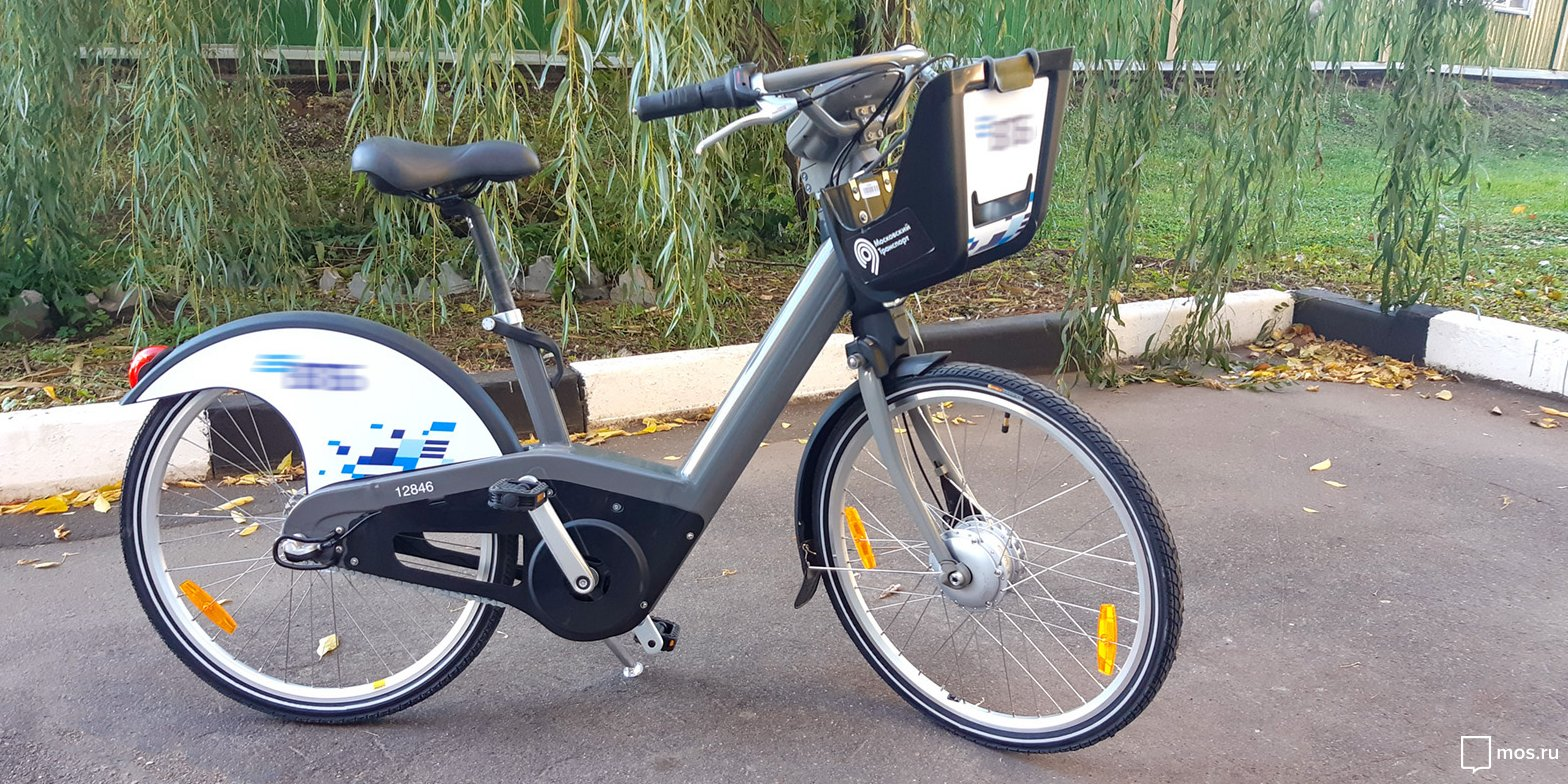
Станционный электровелосипед Велобайка, 2018 год

В конце сезона 2018 году в тестовую эксплуатацию ввели электровелосипеды обновлённой модели, оборудованной системой педелек (известной также как «педал ассист»), где электромотор «помогает» крутящему педали велосипедисту. Была изменена конструкция велосипеда: батареи были размещены не на заднем колесе, а в раме. Вес электровелосипеда снижен с почти 40 до 27 кг. Также в велосипед был встроен USB-порт для зарядки гаджетов. USB-порт работает только во время движения велосипеда. Максимальная скорость составляет до 25 км/ч, а максимальный пробег без подзарядки — 30-40 километров. Время зарядки обновлённой модели велосипедов составляет 40 минут.
По причине пандемии COVID-19 в Москве в 2020 году открытие сезона состоялось 10 апреля для курьеров, а с 1 июня — для всех остальных пользователей. Схему расположения парковок и наличие на них велосипедов можно узнать с помощью мобильного приложения и на официальном сайте. Взятый на прокат велосипед можно вернуть на любую парковку этой системы, а электровелосипед только на те парковки, где доступна станции зарядки.
В сезоне 2020 года установлено 119 новых станций в 19 районах города. Всего доступны 648 точек проката и более 6,1 тыс. велосипедов.

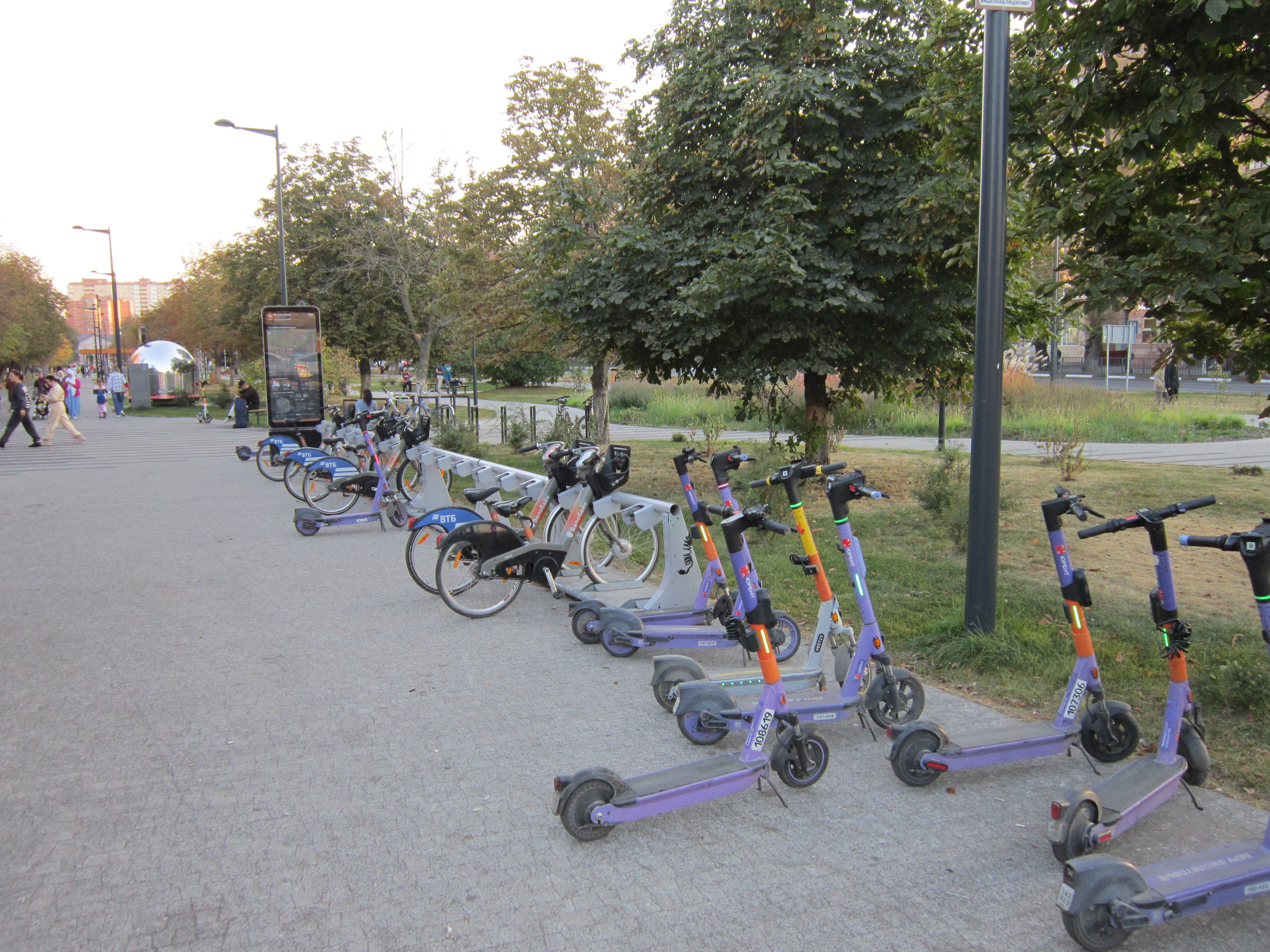
Велосипеды (в том числе электровелосипеды) и самокаты посторонних сервисов на Бульваре Цветов в Железнодорожном, 2024 год

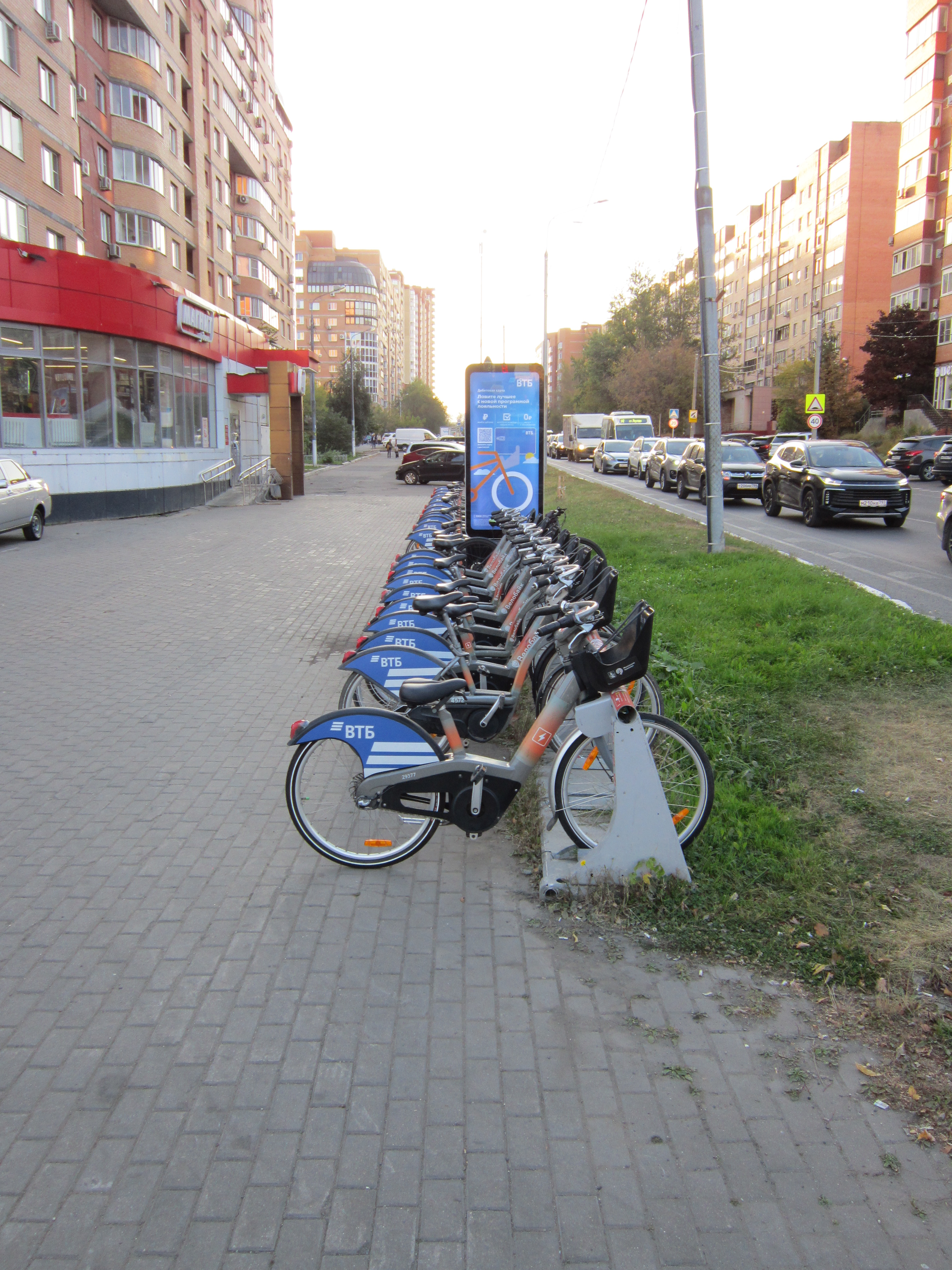
Станция с электровелосипедами № 1007 в Железнодорожном, 2024

В 2022 году сервис начал работу в Московской области, разместив 7 станций для проката станционных электровелосипедов в микрорайоне Железнодорожный города Балашихи.

#### 2023-2024 годы
В 2023 году система аренды была пересмотрена: было отключено мобильное приложение Велобайк. Вместо приложения пользователям предлагается пользоваться веб-приложением. Впрочем, есть и позитивная новость: также в 2023 году запущен прокат электровелосипедов, получивших название «2.0». Велосипеды впервые были представлены в 2022 году, от серийных вариантов они отличаются формой корзины. Они отличаются от остальных велосипедов Велобайка цветом (велосипеды «2.0» — полностью оранжевые), а также принципом аренды. Электровелосипеды «2.0» близки к кикшерингу: их можно взять и оставить на любой парковке, предусмотренной в системе (в том числе виртуальной), нет необходимости искать станцию. Также они оборудованы держателем для телефона со встроенной беспроводной зарядкой.
По состоянию на 2023 год, в Москве действует 776 станций велопроката в разных районах. Всего доступно 10 тыс. велосипедов, 4 тыс. из них — электрические.
1 июня 2023 года для обладателей абонементов «Единый» на 30, 90 или 365 дней появились бесплатные минуты (30 минут на механическом или электровелосипеде, кроме электровелосипедов «2.0»; информацию о тарифах на проезд см. в статье «Оплата проезда в Московском метрополитене»). 30 июня функция стала доступна и для учащихся (также 30 минут на механическом или электровелосипеде, кроме электровелосипедов «2.0»). 25 июля условия акции были расширены на весь парк велосипедов, в том числе и на электровелосипеды «2.0».
В июле 2023 года у Велобайка появился новый конкурент: сервис аренды электросамокатов Whoosh начал освоение нового сегмента — прокат электровелосипедов. Впервые Whoosh запустил прокат электровелосипедов в тестовом режиме в 2021 году. После запуска электровелосипедов в Санкт-Петербурге и в Московской области (апрель 2023 года), с июля 2023 года электровелосипеды сервиса доступны и в Москве.
В октябре 2023 года Велобайк запустил эксперимент, разместив бесплатные дождевики на электровелосипедах «2.0» в количестве одной тысячи штук. После поездки дождевик можно забрать с собой.
В ноябре 2023 года сезон велопроката в Москве был завершён. Согласно статистике Департамента транспорта и развития дорожно-транспортной инфраструктуры города Москвы, электровелосипеды «2.0» оказались в четыре раза популярнее станционной модели. В планах — добавить новую модель в парк электровелосипедов «2.0» (на данный момент не уточняется, какая именно модель), а так же запустить производство электровелосипедов для проката в России. Первый полностью российский велосипед может появиться на улицах Москвы не ранее, чем в 2025 году.
Сезон проката электросамокатов и велосипедов в 2024 году начался 26 марта, «Велобайк» запустил прокат электровелосипедов «2.0». Прокат станционных велосипедов был запущен примерно через месяц, 22 апреля. Также в апреле «Велобайк» запустил т.н. «улучшенную» модель электровелосипедов «2.0». От исходных электровелосипедов «2.0» «улучшенная» модель отличается наличием резинки (для фиксации предметов в корзине), автоматическим замком (у исходной модели — задвижка: при разблокировке велосипеда открывается автоматически, при завершении аренды — необходимо задвинуть вручную), дисплеем, бескамерными шинами, батареей с увеличенной ёмкостью, а также расположением заднего фонаря (у исходной модели — справа). Также «Велобайк» начал размещать номера на своих велосипедах.
В июне 2024 года аренда электровелосипедов «2.0» доступна в мобильном приложении «Яндекс Go».
В июле 2024 года сервис опубликовал новое мобильное приложение в RuStore. Клиентам с устройствами на Android рекомендуется удалить старое приложение и скачать новое из RuStore, клиентам с устройствами на iOS — продолжать использовать веб-приложение.
Согласно веб-приложению сервиса, велосипеды можно было арендовать в Москве (в том числе Зеленограде), за пределами МКАД (частично), в микрорайоне Железнодорожный города Балашихи, в аэропорту Шереметьево и на территории музея-заповедника «Горки Ленинские».

#### Велобайк с 2025 года
С сезона 2025 сервис «Велобайк» отказался от станционных велосипедов и начал их распродавать. Вместо них:

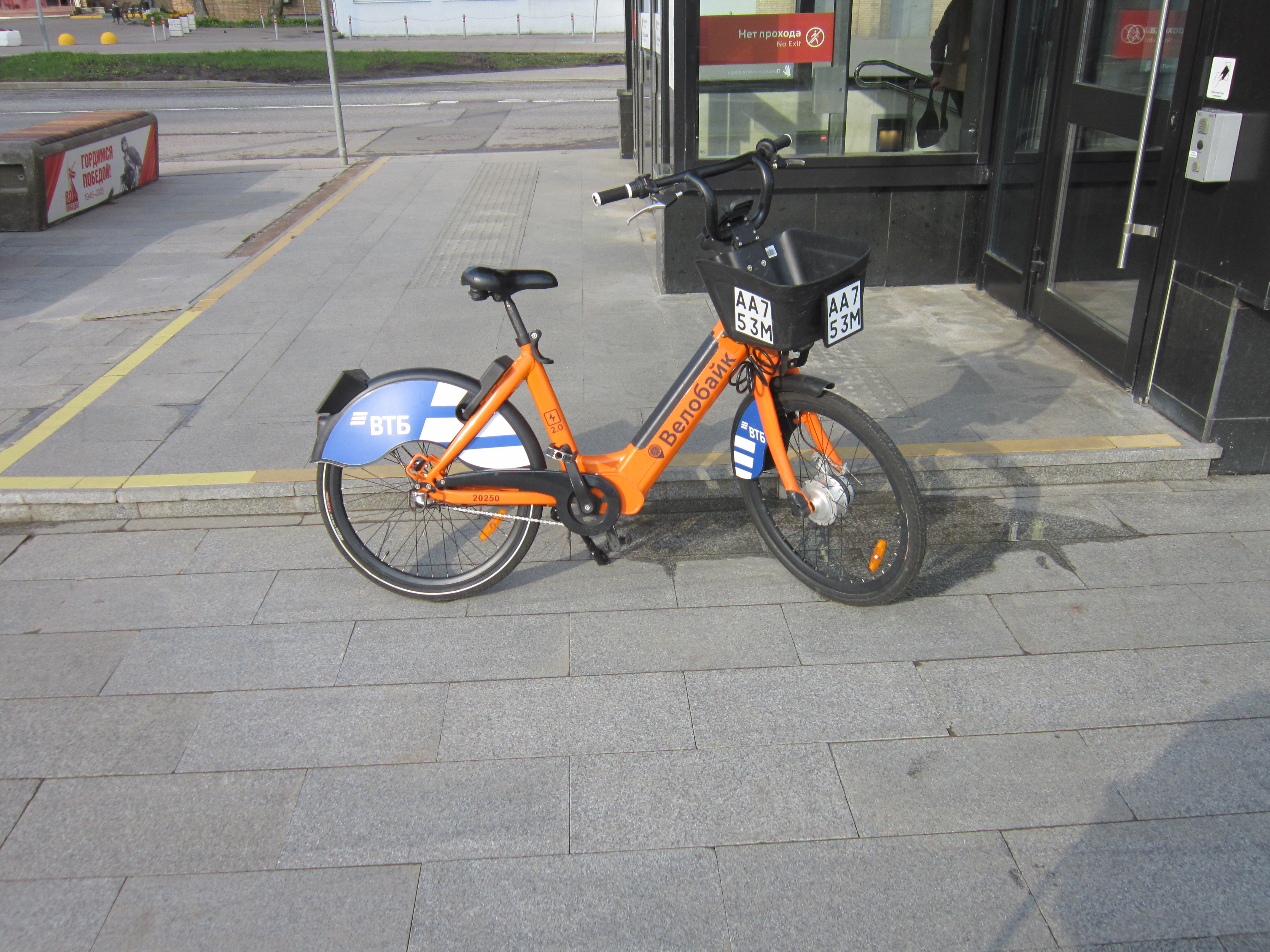
Электровелосипед «2.0» с дополнительными номерами

- Разместил крупные номерные знаки на всём парке (аналогично кикшеринговым самокатам)[56];
- Добавил настройки режима работы для велосипедов «2.0». Всего режимов три: «Механика» (электромотор не работает), «до 15 км/ч» и «до 25 км/ч»[57];

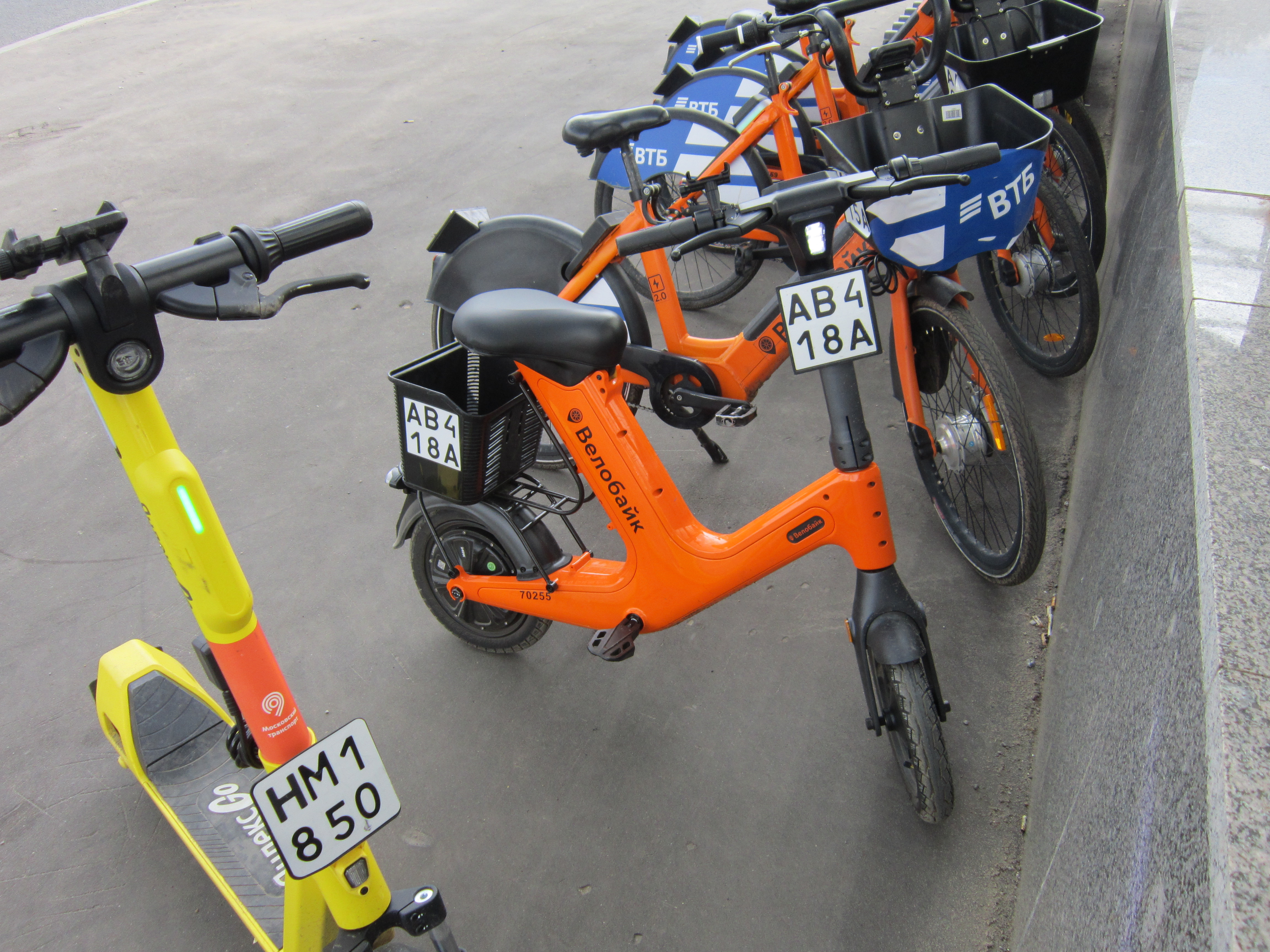
Новинка 2025 года — электроскутер

- Запустил прокат электроскутеров (запуск был запланирован на май 2025[58], но был перенесён). В итоге аренда электроскутеров стала доступна с 25 июня[59];

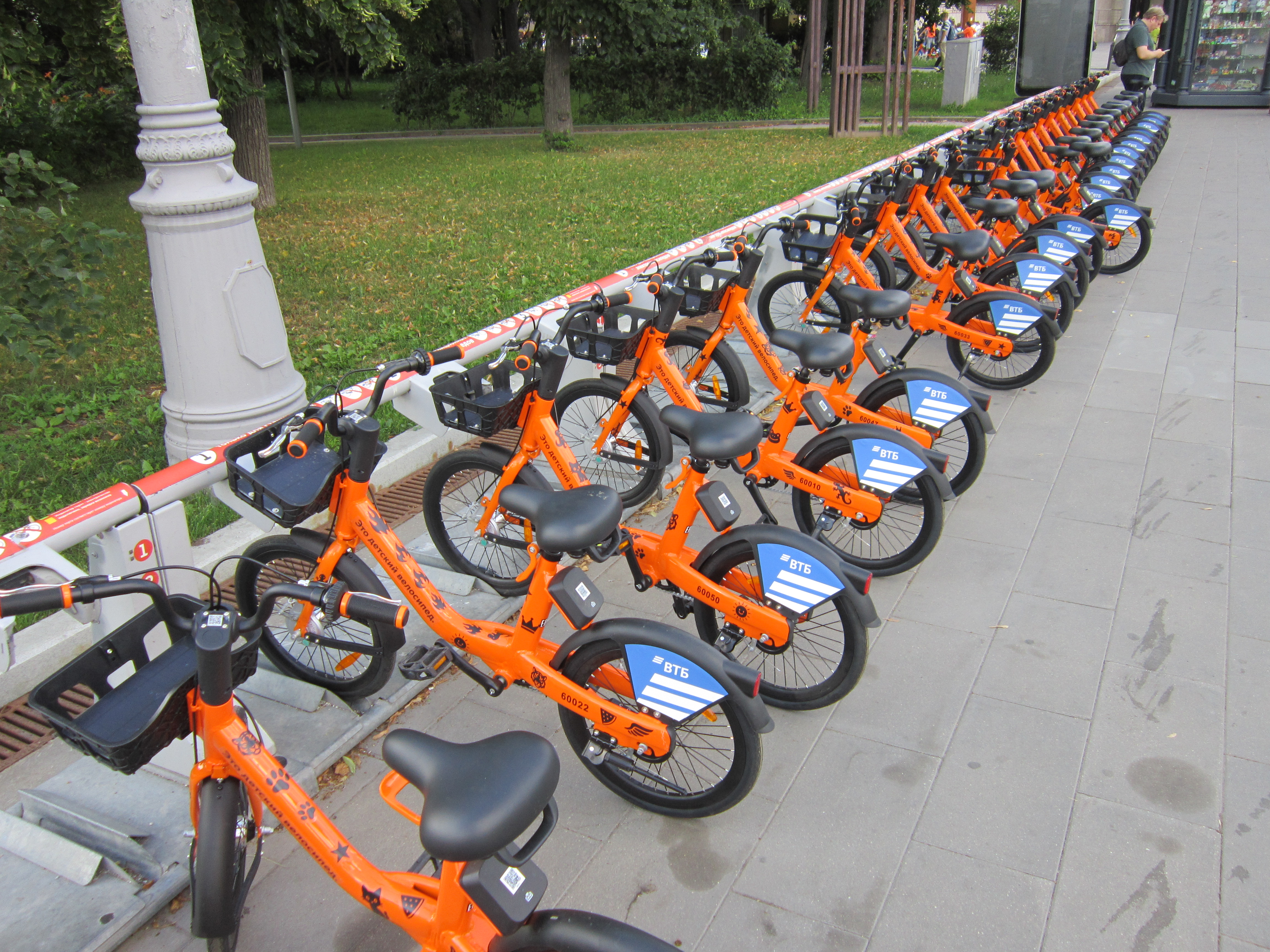
Новинка 2025 года — детские велосипеды

- Запустил механические (без электромотора) велосипеды в июле 2025 года. Доступны и стандартные (200 штук), и детские (50 штук)[60].

### Нижний Новгород
В 2019 году правительство Нижегородской области и ВТБ подписали соглашение о развитии велопроката в Нижнем Новгороде. В августе 2020 года сервис начал работу, имея 20 станций и 200 велосипедов в разных районах города.
В 2021 году сервис насчитывал 140 велосипедов и 14 станций.
В 2022 году сервис прекратил работу в Нижнем Новгороде в связи с низким спросом.

### Мурманск
В Мурманске сервис был запущен в 2020 году и проработал до июня 2023 года. Позднее вместо него заработал другой сервис.

### Тюмень

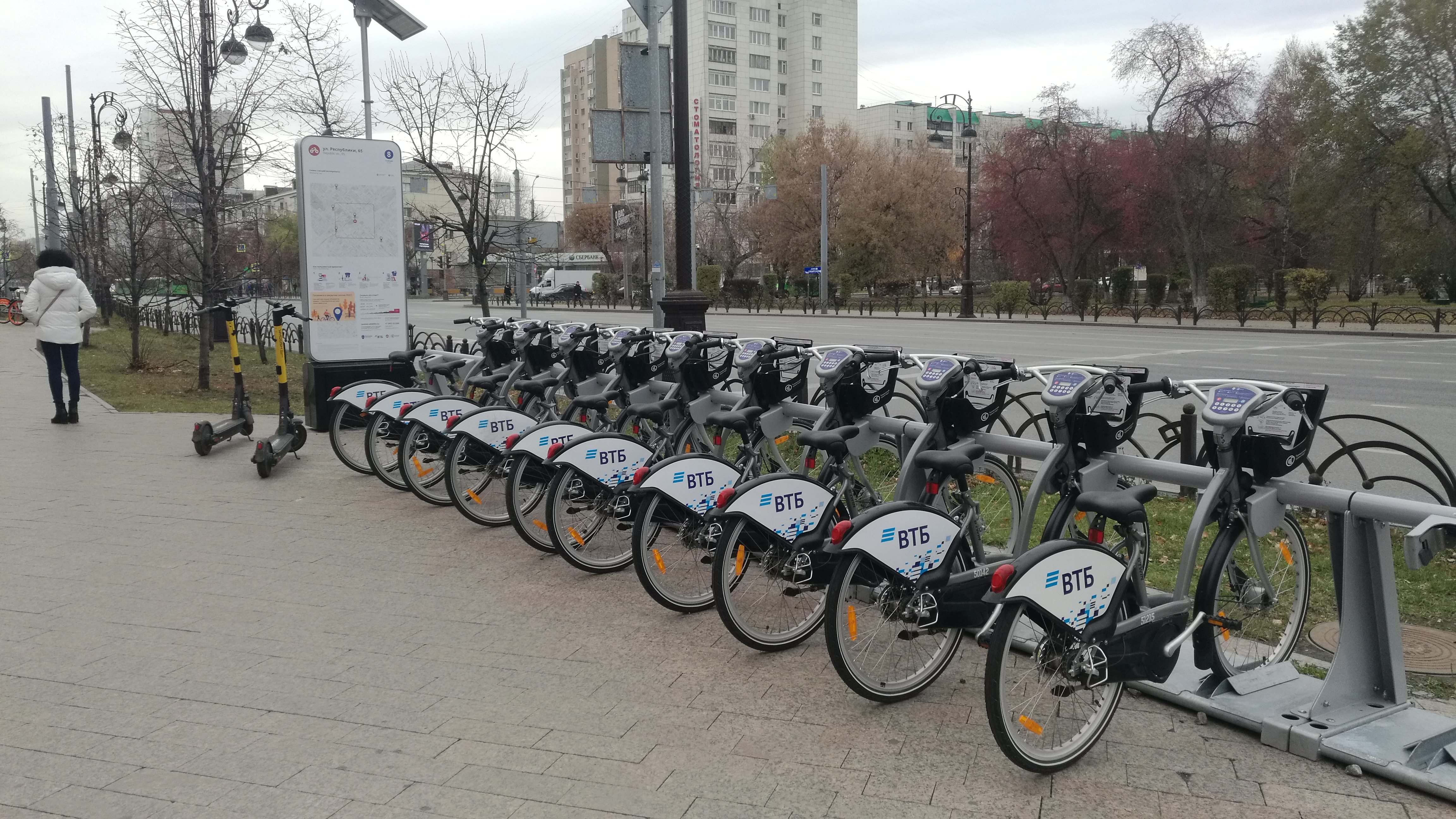
Велосипеды сервиса на станции на улице Республики, Тюмень. 2021 год

В Тюмени сервис запустился в 2021 году в рамках трёхлетнего контракта ВТБ и администрации Тюмени. Было размещено 10 пунктов проката, 162 парковочных стойки и 100 велосипедов на улице Республики.
Однако, в начале 2023 года, после двух лет работы, администрация Тюмени разорвала контракт.

## Финансирование
Проект был инициирован в 2013 году Департаментом транспорта Москвы, возглавляемым Максимом Ликсутовым, совместно с Банком Москвы. Изначально проект развивал ЗАО «СитиБайк» – дочерняя компания Банка Москвы. Инвестиции в пилотный проект составили около 100 миллионов рублей. В 2014 году Сбербанк также выделил 150 миллионов рублей на развитие проекта. После реорганизации 2016 года Банк Москвы вошёл в состав ВТБ и финансирование проекта продолжилось под эгидой ВТБ. Операционные затраты покрываются городом, а капитальные — спонсором.

## Система работы
Московский велопрокат работает в круглосуточном режиме, велосипедный сезон длится обычно с 1 мая по 1 ноября.
| Транспорт/приложение                        | Приложение «Велобайк» для Android из RuStore и «МосПрокат» для iOS | Веб-приложение | Яндекс Go  |
| ------------------------------------------- | ------------------------------------------------------------------ | -------------- | ---------- |
| Электровелосипед «2.0»                      | Доступно                                                           | Доступно       | Доступно   |
| Электроскутер                               | Доступно                                                           | Доступно       | Недоступно |
| Механический велосипед (взрослые и детские) | Доступно                                                           | Недоступно     | Недостпуно |

### Аренда в приложении Велобайк (новая версия из RuStore и «МосПрокат» для iOS, или веб-приложение)

#### Общие правила
Необходимо зарегистрироваться или авторизоваться в веб-приложении Велобайк (или мобильном приложениях «Велобайк» для Android или «МосПрокат» для iOS). При регистрации клиент получит логин и ПИН-код. Допускается регистрация лиц в возрасте 18 лет и старше. Аренда велосипеда лицом младше 18 лет, а также передача велосипеда лицу младше 18 лет может привести к штрафу в размере восьми тысяч рублей.
К оплате принимаются банковские карты Visa, MasterСard или Мир. Другие средства платежа, включая наличные средства и электронный кошелёк карты «Тройка», не принимаются.
Не допускается аренда велосипедов сроком более 2 суток. Клиент может получить штраф в размере 30 тысяч рублей.

#### Электровелосипеды «2.0», электроскутеры и механические велосипеды

##### Перед арендой
Перед арендой транспорта необходимо выбрать тариф в разделе «Электро 2.0» и оплатить его, указав данные банковской карты. Если у клиента есть промокод на скидку, можно нажать кнопку «У меня есть код» и ввести его.

##### Начало аренды
1. В приложении выбрать транспорт и отсканировать QR-код на нём, либо вручную ввести номер. Замок на заднем колесе откроется автоматически.
2. Если велосипед пристёгнут, в приложении нажать кнопку «Отстегнуть трос», вытащить трос и вставить трос обратно в замок.

##### Временная парковка
Для временной парковки достаточно заблокировать заднее колесо. На электровелосипедах «2.0» старого образца — нужно закрыть замок вручную (задвижка). На электровелосипедах «2.0» нового образца, на электроскутерах и на механических велосипедах — заблокировать замок в приложении.
Независимо от модели, разблокировать транспорт нужно в приложении.

##### Завершение аренды
1. Разместить транспорт на парковке. Парковку нужно найти в приложении.
2. Закрыть замок. Транспорт автоматически определит место парковки. Если транспорт не может определить парковку — необходимо самому отметить её в веб-приложении.
3. Сфотографировать транспорт в приложении. Аренда будет завершена.

Электровелосипеды «2.0», электроскутеры и механические велосипеды
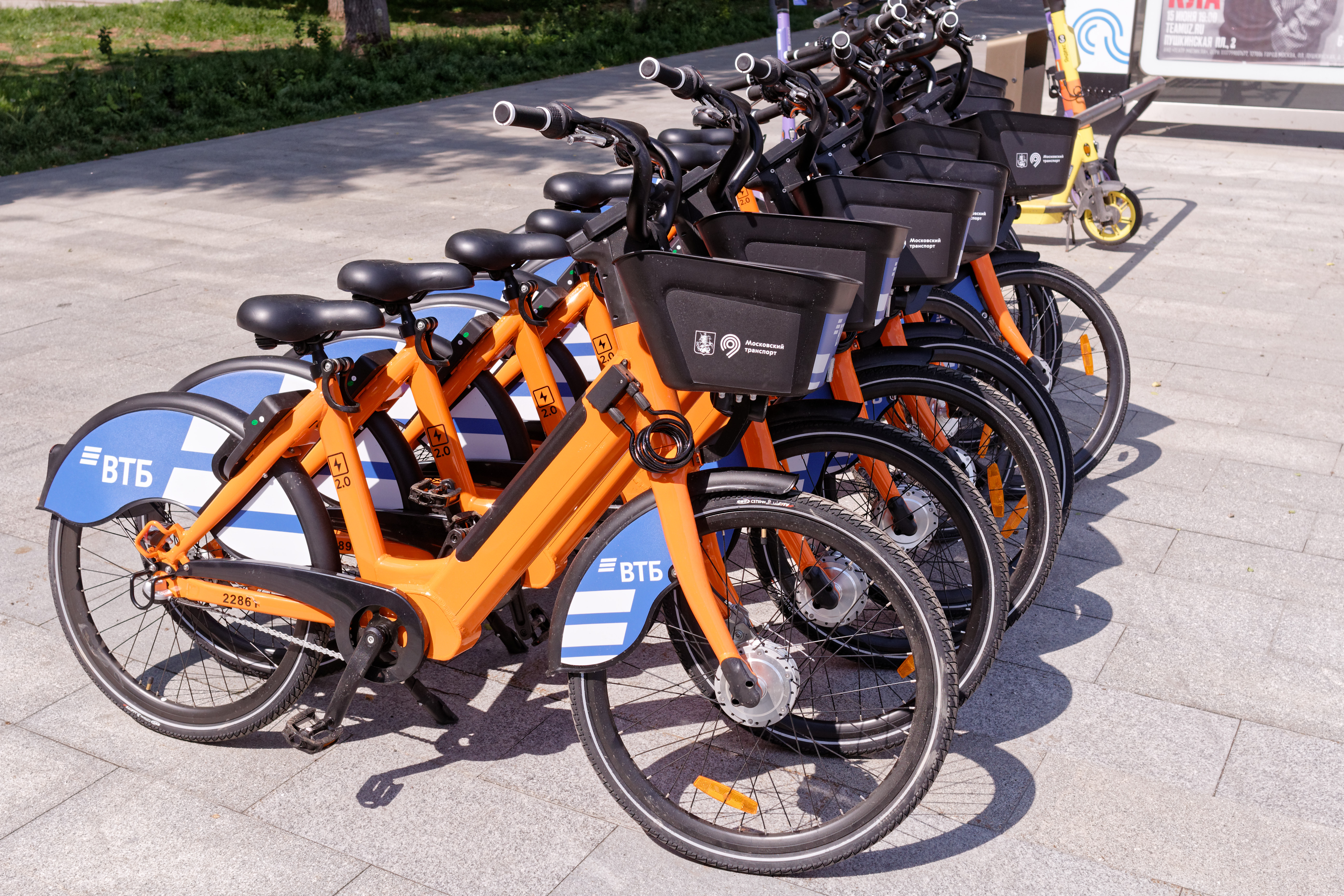
Новые электровелосипеды «2.0» на Космодамианской набережной в Москве, май 2023 года
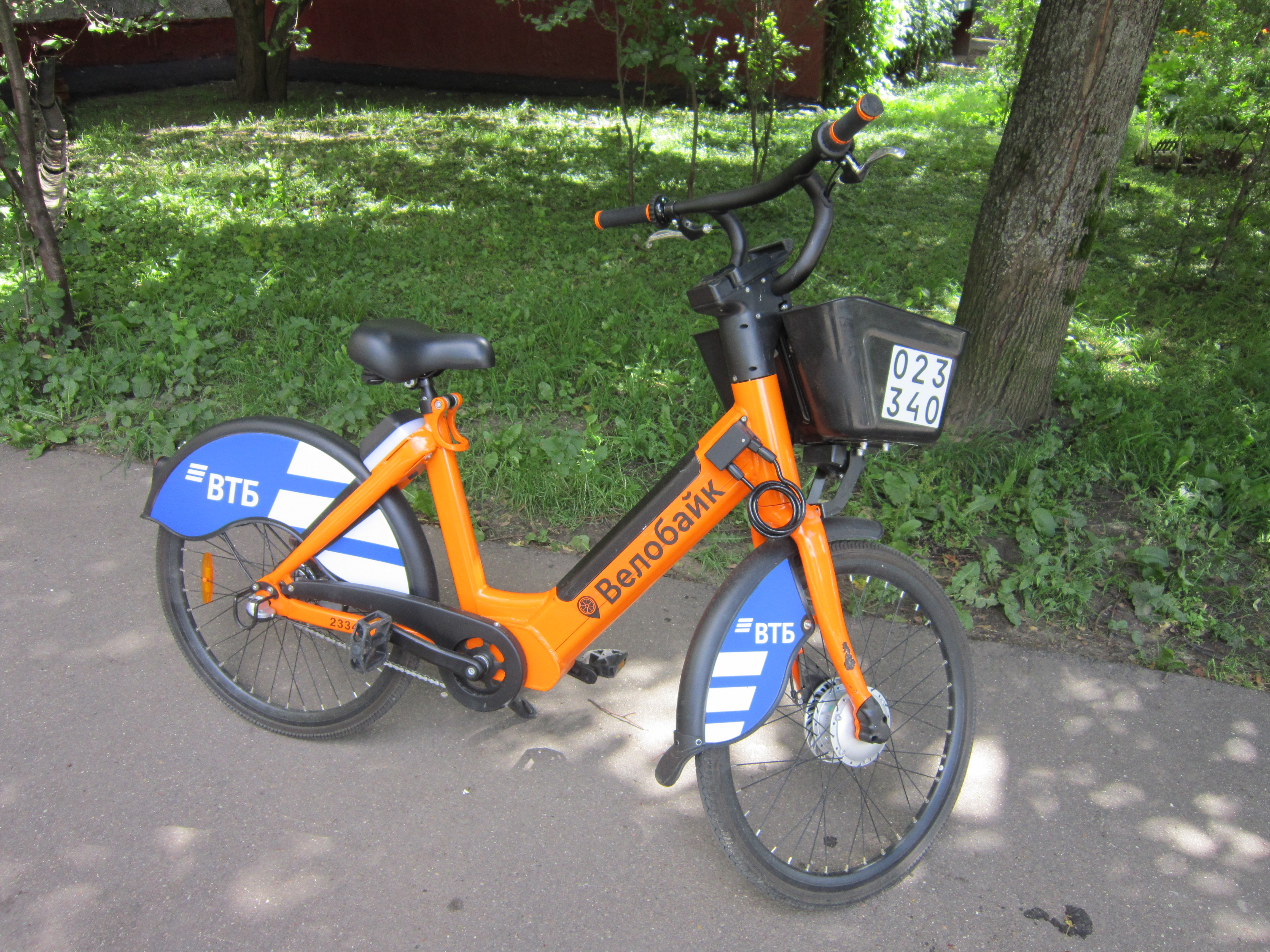
Электровелосипед «2.0» т.н. «улучшенной» модели в Москве с номерами на корзине
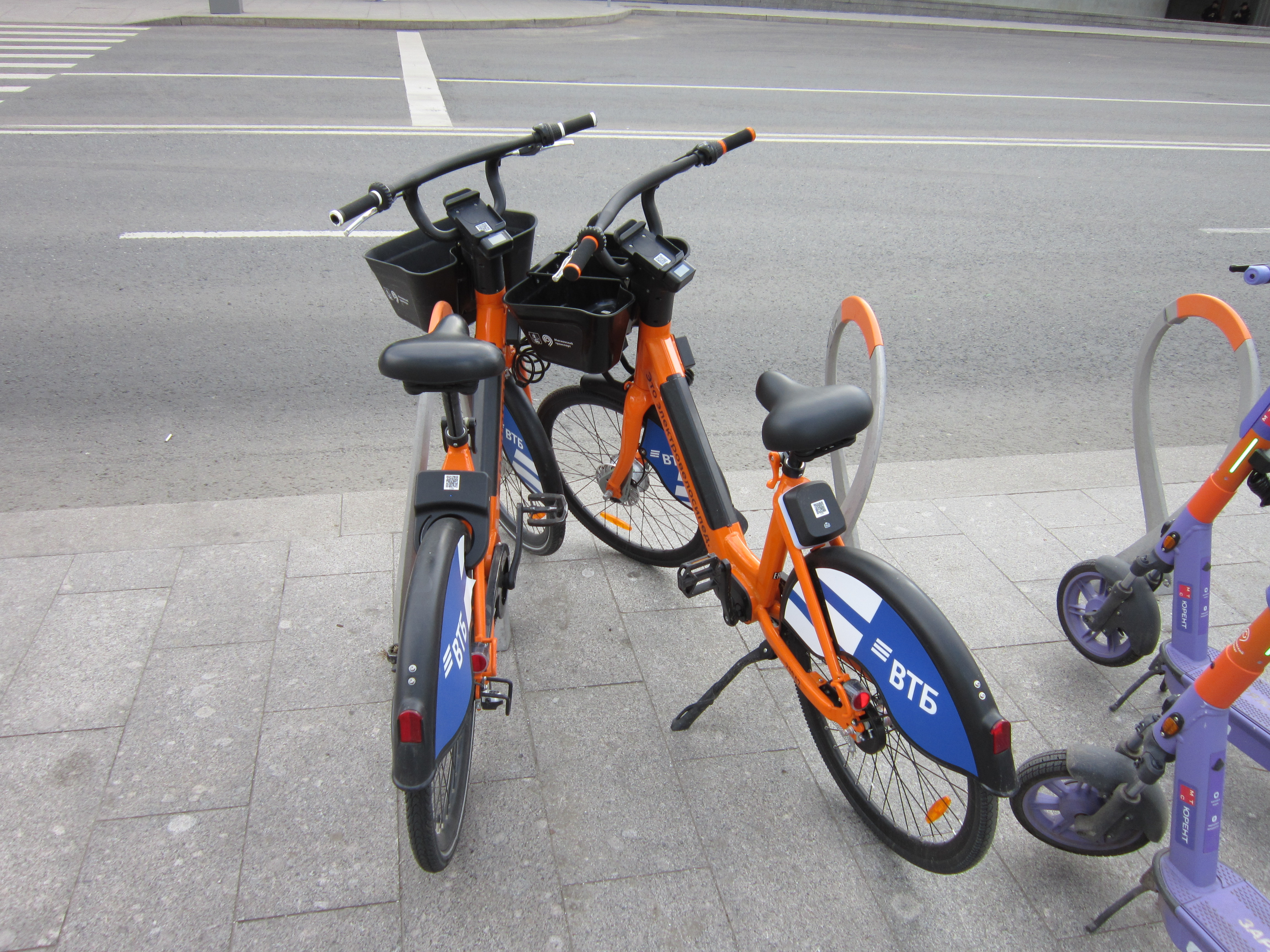
Сравнение электровелосипедов «2.0» исходной (слева) и т.н. «улучшенной» модели (справа). Видны разные замки, разные грипсы и резинка на корзине у «улучшенной» модели справа
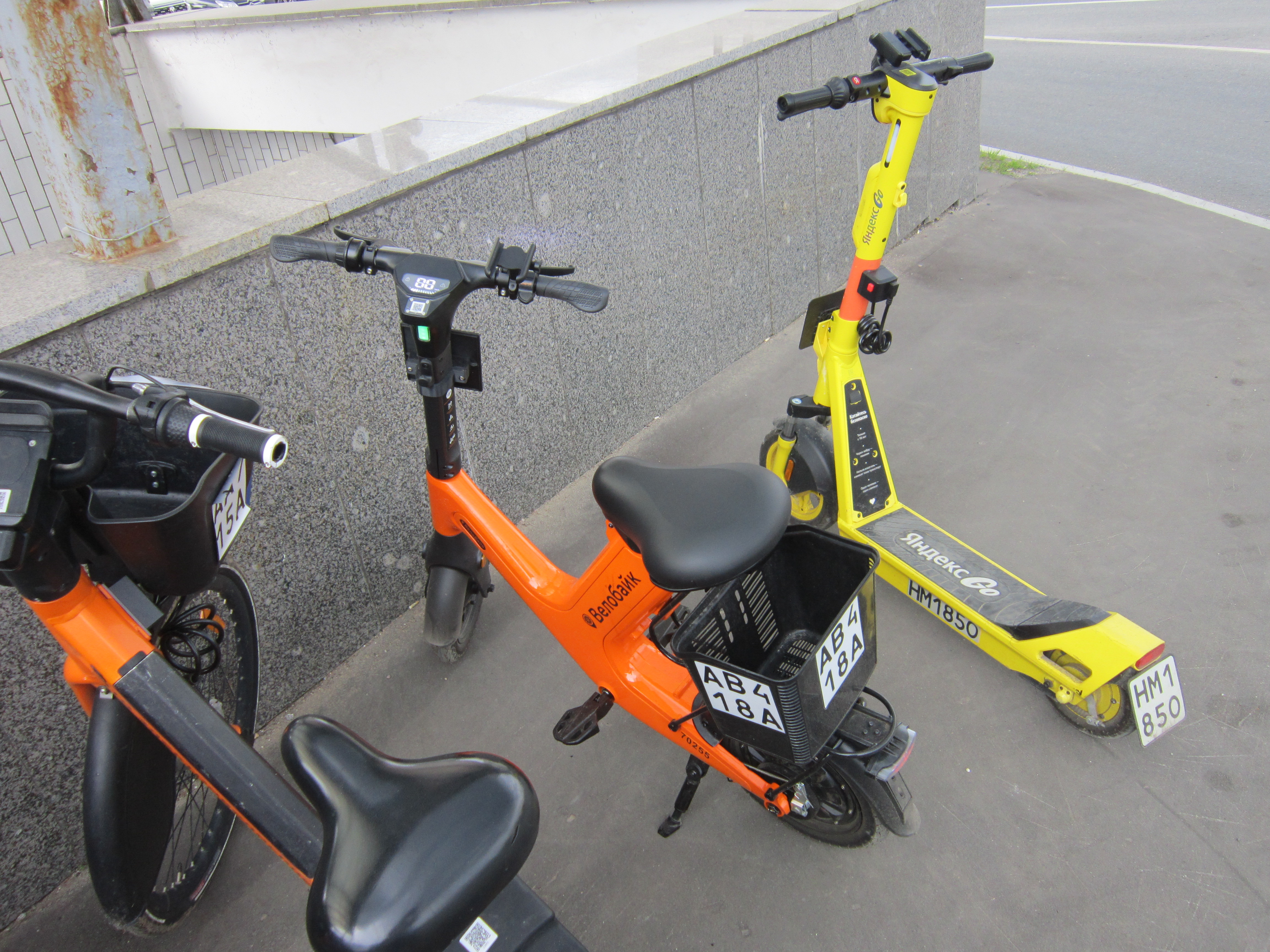
Электроскутер
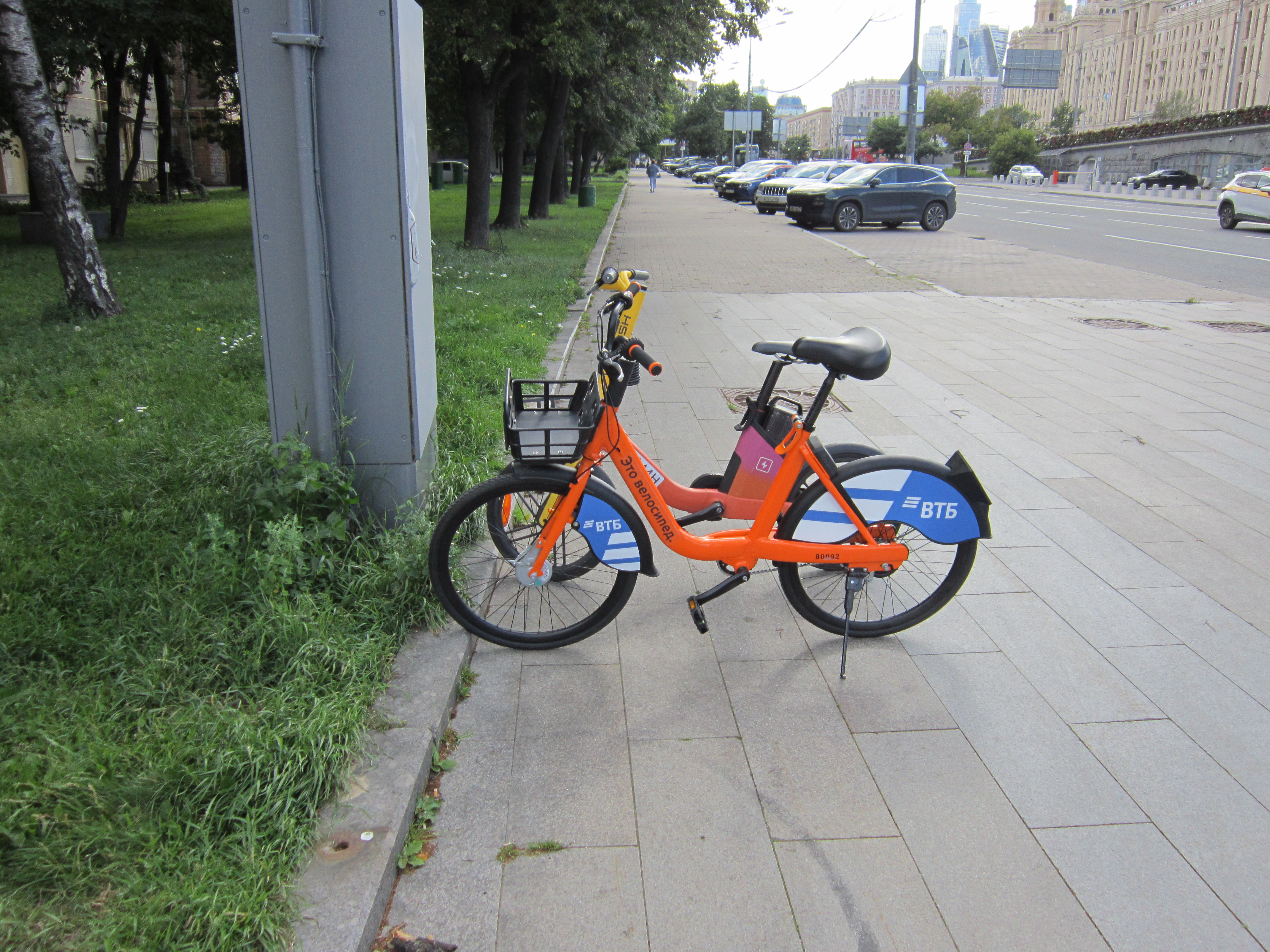
Механический велосипед
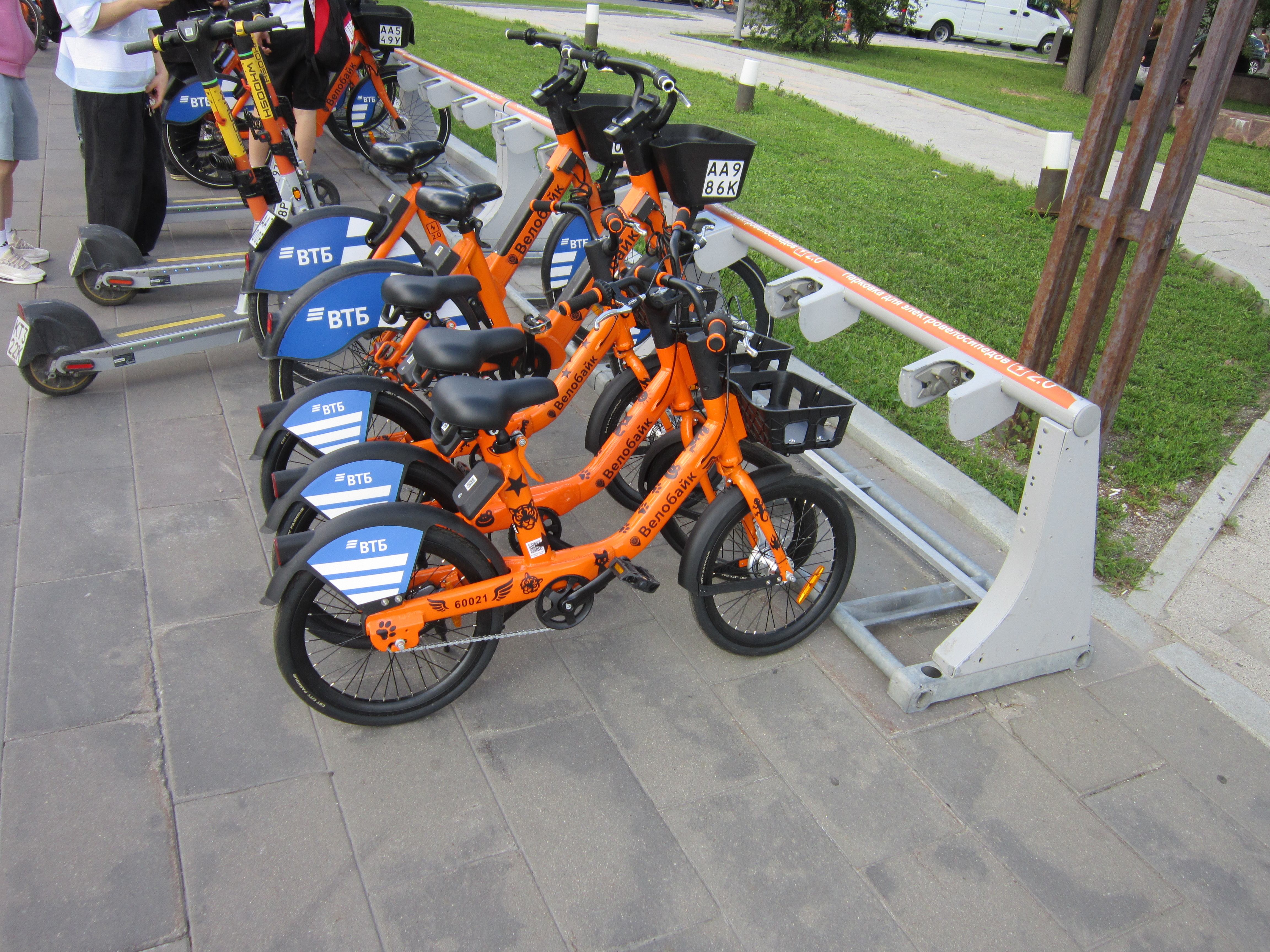
Детские велосипеды

#### Страхование
Доступны как базовый, так и расширенный варианты страхования поездки. Страховщиком является ПАО СК «Росгосстрах».

### Аренда в приложении «Яндекс Go»

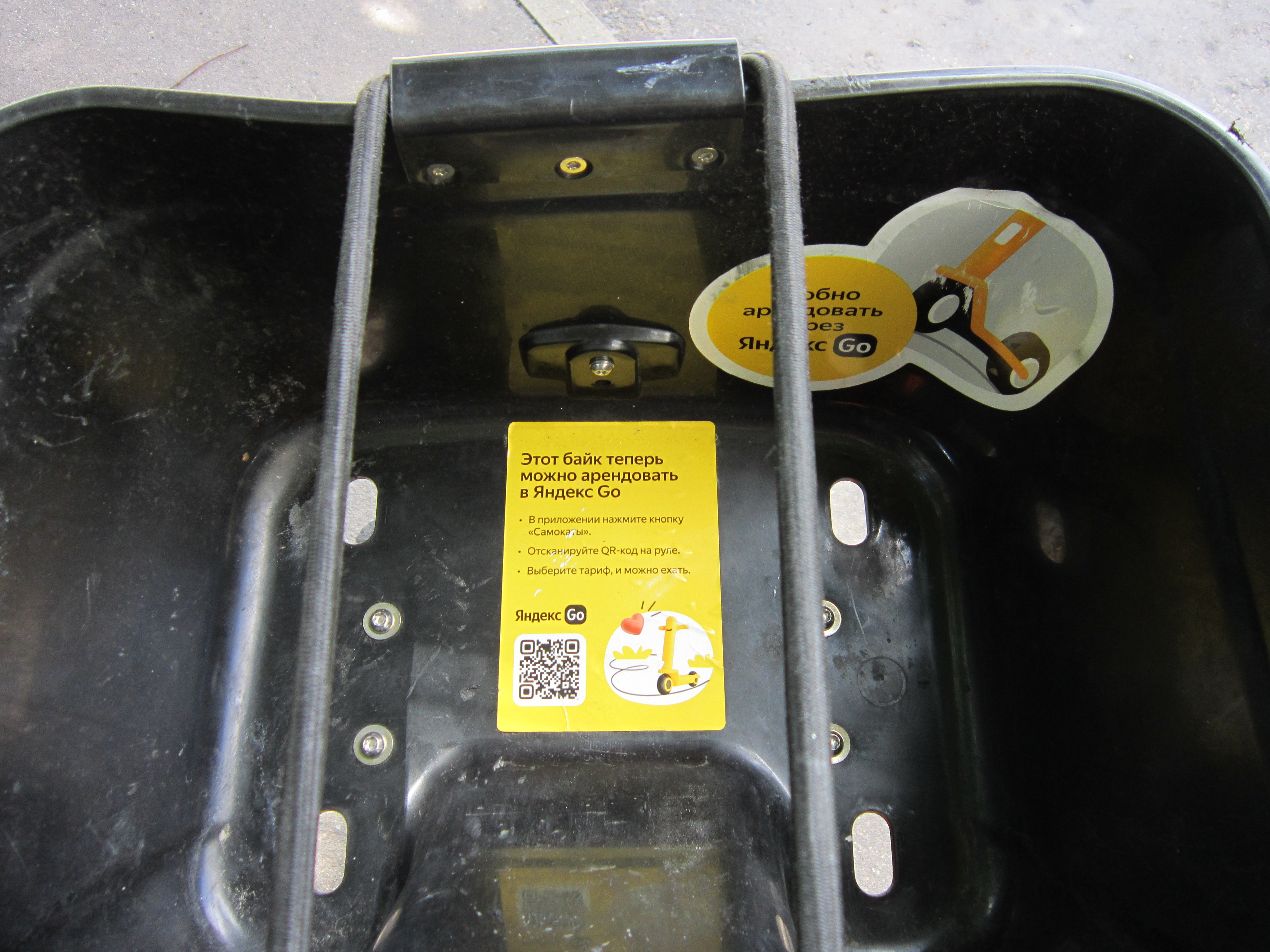
Реклама сервиса «Яндекс Go» в корзине электровелосипеда

В приложении «Яндекс Go» можно арендовать только электровелосипеды «2.0» и электросамокаты Яндекса. Тарифы и условия — совпадают с тарифами и условиями аренды электросамокатов. В отличие от веб-приложения Велобайк, возможно бронирование. Не допускается регистрация несовершеннолетних лиц.

## Награды
Компания Ситроникс, разработчик ПО для управления велосипедами московского городского проката «Велобайк», получила награду ComNews Awards в номинации «Лучший проект автоматизации в мобильном транспорте».